# Маррас, Джорджо
Джорджо Маррас (итал. Giorgio Marras; род. 15 октября 1971, Маррубью) — итальянский легкоатлет, специалист по бегу на короткие дистанции. Выступал за сборную Италии по лёгкой атлетике в первой половине 1990-х годов, обладатель бронзовой медали чемпионата Европы, призёр Кубка Европы, победитель и призёр первенств национального значения, участник чемпионата мира в Штутгарте.

## Биография
Джорджо Маррас родился 15 октября 1971 года в коммуне Маррубью провинции Ористано на Сардинии.
Впервые заявил о себе в лёгкой атлетике на международном уровне в сезоне 1990 года, когда вошёл в состав итальянской национальной сборной и выступил на юниорском мировом первенстве в Пловдиве, где дошёл до четвертьфинала в индивидуальном беге на 100 метров и стал шестым в эстафете 4 × 100 метров.
В 1991 году в эстафете 4 × 100 метров занял третье место на Кубке Европы во Франкфурте. Будучи студентом, представлял Италию на Универсиаде в Шеффилде, где в дисциплине 100 метров остановился на стадии четвертьфиналов.
В 1992 году в беге на 200 метров был четвёртым на домашнем чемпионате Европы в помещении в Генуе, одержал победу на чемпионате Италии и на молодёжном Кубке Европы в Гейтсхеде. На Кубке мира в Гаване стал восьмым в индивидуальном беге на 100 метров и седьмым в эстафете 4 × 100 метров.
Благодаря череде удачных выступлений в 1993 году удостоился права защищать честь страны на чемпионате мира в Штутгарте — в беге на 200 метров дошёл до четвертьфинала, в то время как в эстафете 4 × 100 метров остановился на стадии полуфиналов.
В 1994 году в третий раз подряд выиграл чемпионат Италии в дисциплине 200 метров, кроме того был лучшим на этой дистанции в помещении. Бежал 200 метров на чемпионате Европы в помещении в Париже. На чемпионате Европы в Хельсинки вместе с соотечественниками Эцио Мадонией, Доменико Неттисом и Сандро Флорисом завоевал бронзовую награду в эстафете 4 × 100 метров, уступив в финале только командам из Франции и Украины.
Завершил спортивную карьеру по окончании сезона 2001 года.